# Rossholmen
Ne doit pas être confondu avec Rossholmen (Lindås).
Rossholmen est une île dans le landskap Sunnhordland du comté de Vestland. Elle appartient administrativement à la kommune de Kvam.

## Géographie
Rocheuse et couverte d'une légère végétation, à fleur d'eau, elle s'étend sur environ 101 m de longueur pour une largeur approximative de 84 m.